# Rittersdorf (Turyngia)
Rittersdorf – miejscowość i gmina w Niemczech, w kraju związkowym Turyngia, w powiecie Weimarer Land, wchodzi w skład wspólnoty administracyjnej Kranichfeld.